# Arvid de Kleijn
Arvid de Kleijn (født 21. marts 1994 i Herveld) er en professionel cykelrytter fra Holland, der er på kontrakt hos Tudor Pro Cycling Team.